# 农村经济学
农村经济学，属于部门经济学，它是研究乡村中人们的经济活动、经济关系及乡村经济发展的学科。以乡村经济过程为研究对象，目的是通过分析这一经济过程，找出经济发展的规律。

## 參看
- 十星文明戶
- 星火计划